# Milan Vidmar
Milan Vidmar (22 de junio de 1885 - 9 de octubre de 1962) fue un ingeniero eléctrico, jugador y teórico del ajedrez, filósofo y escritor esloveno, nacido en Liubliana, Imperio austrohúngaro (ahora Eslovenia). Fue especialista en transformadores de energía y transmisión de corriente eléctrica.

## Biografía
Comenzó a estudiar ingeniería industrial en 1902 y se graduó en 1907 en la Universidad de Viena. Consiguió su doctorado en 1911 de la Facultad Técnica en Viena. La carrera de ingeniería eléctrica en la facultad no se inauguró sino hasta 1904, por lo que Vidmar tuvo que tomar lecciones y exámenes especiales sobre los aspectos básicos de la especialidad.
Fue profesor en la Universidad de Liubliana, miembro de la Academia Eslovena de Artes y Ciencias (SAZU), y fundador de la Facultad de Ingeniería Eléctrica. Entre 1928 y 1929 fue el décimo canciller de la Universidad de Liubliana. En 1948 estableció el instituto de electrotécnica que ahora lleva su nombre.
Vidmar fue también un destacado Gran Maestro Internacional de ajedrez, probablemente uno de los doce mejores jugadores del mundo en su época, a pesar de que siempre practicó el juego como simple amateur.
Sus éxitos incluyen elevadas posiciones en algunos de los torneos de ajedrez más importantes de su tiempo; fue por ejemplo campeón en Karlsbad 1907; obtuvo el tercer lugar en Praga 1908; el segundo en San Sebastián 1911 (con Akiba Rubinstein detrás de José Raúl Capablanca); fue ganador de Budapest 1912; primero en Viena y Berlín en 1918, segundo en Košice 1928; tercero en Londres 1922 (detrás de Capablanca y Alexander Alekhine); cabeza en Hastings 1925; tercero en Semmering 1926; cuarto en Nueva York 1927; cuarto en Londres 1927; quinto en Karlsbad 1929, Bled 1939 y Basilea 1952. 
Actualmente la Federación Eslovena de Ajedrez organiza un torneo internacional de grandes maestros nombrado en honor a Milan Vidmar.
Vidmar también ejerció como árbitro, y fue el árbitro principal en el Campeonato del Mundo de La Haya-Moscú 1948.
Escribió varios libros sobre ajedrez, incluyendo Medio siglo al tablero ("Pol stoletja ob šahovnici") (Liubliana 1951); Ajedrez ("Šah"); Conversaciones sobre ajedrez con un principiante ("Razgovori o šahu z začetnikom"); y Los tiempos dorados del ajedrez (en alemán "Goldene Schachzeiten").
En materia ingenieril, algunos de sus escritos son: Transformadores ("Transformatorji"); Problemas de transmisión de energía eléctrica ("Problemi prenosa električne energije"); Lecciones de electrotécnica ("Pogovori o elektrotehniki"); Entre Europa y América ("Med Evropo in Ameriko"); Mi visión del mundo ("Moj pogled na svet").